# Tennessee Williams
Tennessee Williams, właśc. Thomas Lanier Williams III (ur. 26 marca 1911 w Columbus w stanie Missisipi, zm. 25 lutego 1983 w Nowym Jorku) – amerykański dramaturg, prozaik i poeta. Jeden z najważniejszych dramatopisarzy XX wieku.

## Życiorys
Williams dramaty pisał już w latach 30., jednak sukcesy zaczął odnosić dopiero w połowie następnej dekady. Pierwszą ważną sztuką w jego karierze była Szklana menażeria (1944), jednak prawdziwą sławę przyniósł mu napisany w 1947 i wystawiony w tym samym roku na Broadwayu, Tramwaj zwany pożądaniem. Sztukę wyreżyserował Elia Kazan, w obsadzie znaleźli się: Marlon Brando, Jessica Tandy i Karl Malden – dla wszystkich stała się trampoliną do wielkiej kariery, a Williamsa uhonorowano Nagrodą Pulitzera w 1948. Drugiego Pulitzera otrzymał za Kotkę na gorącym blaszanym dachu w 1955.
Tennessee Williams pochodził z Południa Stanów Zjednoczonych i akcję swoich sztuk umieszczał w dusznej atmosferze swych rodzinnych stron. W najsłynniejszych utworach obrazuje gwałtowne przemiany zachodzące w amerykańskim społeczeństwie na przełomie lat 40. i 50 XX w. Bohaterowie jego sztuk są naznaczeni indywidualnym piętnem, nie mają charakteru uniwersalnego czy symbolicznego. Nie potrafią nawiązać stałego kontaktu z otoczeniem, targają nimi wątpliwości i namiętności, często mające swe źródło w przeżyciach seksualnych.
Jego sztuki były wielokrotnie filmowane, autorem scenariusza do niektórych adaptacji był sam Williams. Najbardziej znane filmy nakręcone na podstawie sztuk Williamsa to Tramwaj zwany pożądaniem (z Marlonem Brando i Vivien Leigh), Kotka na gorącym blaszanym dachu (z Paulem Newmanem i Elizabeth Taylor), Słodki ptak młodości oraz Noc iguany (z Richardem Burtonem i Avą Gardner).
Przewodniczył jury konkursu głównego na 29. MFF w Cannes (1976). 
Williams był osobą homoseksualną.

## Wybrane dramaty
- 1940 Battle of Angels (1940)
- 1944 Szklana menażeria (The Glass Menagerie)
- 1947 Tramwaj zwany pożądaniem (A Streetcar Named Desire)
- 1948 Summer and Smoke
- 1951 Tatuowana róża (The Rose Tattoo)
- 1955 Kotka na gorącym blaszanym dachu (Cat On a Hot Tin Roof)
- 1959 Słodki ptak młodości (Sweet Bird of Youth)
- 1961 Noc iguany (The Night of the Iguana )